# Santee (Carolina del Sud)
Santee és una població dels Estats Units a l'estat de Carolina del Sud. Segons el cens del 2000 tenia 740 habitants.

## Demografia
Segons el cens del 2000, Santee tenia 740 habitants, 310 habitatges i 221 famílies. La densitat de població era de 142,1 habitants/km².
Dels 310 habitatges en un 27,4% hi vivien nens de menys de 18 anys, en un 41% hi vivien parelles casades, en un 26,8% dones solteres, i en un 28,7% no eren unitats familiars. En el 26,5% dels habitatges hi vivien persones soles el 14,2% de les quals corresponia a persones de 65 anys o més que vivien soles. El nombre mitjà de persones vivint en cada habitatge era de 2,39 i el nombre mitjà de persones que vivien en cada família era de 2,85.
Per edats la població es repartia de la següent manera: un 25,3% tenia menys de 18 anys, un 10,4% entre 18 i 24, un 20,4% entre 25 i 44, un 18,8% de 45 a 60 i un 25,1% 65 anys o més.
L'edat mediana era de 39 anys. Per cada 100 dones de 18 o més anys hi havia 66,6 homes.
La renda mediana per habitatge era de 22.292$ i la renda mediana per família de 28.393$. Els homes tenien una renda mediana de 27.083$ mentre que les dones 16.650$. La renda per capita de la població era de 15.353$. Entorn del 27,5% de les famílies i el 32,9% de la població estaven per davall del llindar de pobresa.

## Poblacions més properes
El següent diagrama mostra les poblacions més properes.